# Синя метличина
Синчец пренасочва насам.  За селото в Южна България вижте Синчец (село).
Синята метличина (Centaurea cyanus), често наричана само „синчец“, е едногодишен вид от рода Метличина. Няма грудковидно задебелени корени, израства между 30 и 80 cm на височина. Има линейни, зелени или сиво-зелени стъблени листа и тъмносини съцветия. Цъфти от май до юли.

## Разпространение
Синята метличина расте из посевите като плевел, рядко – по синори и изоставени места. Разпространено е от низините докъм 1800 m надморска височина. Среща се в Югоизточна Европа, натурализирано в цяла Европа (без крайния север и запад).

## Употребяема част
За лечебна цел се използват само сините цветове (Flores Cyani), без обвивните листчета на кошничката. Сушат се на сянка (или в сушилни), защото цветовете избледняват при сушене на слънце и загубват терапевтичната си стойност.

## Химичен състав
Цветовете съдържат антоцианини (гликозида цианин), кумарини (цихорнин, който е гликозид на ескулетина), флавоноиди, горчивия гликозид центаурин, слузни вещества, микроелементи и др.

## Лечебни свойства
Синята метличина действа апетитовъзбуждащо, жлъчегонно и диуретично. Препоръчва се прилагането на метличината при изтощени от дълго заболяване болни, при безапетитие от най-различен произход, диария, както и при заболявания на бъбреците и на пикочоотделителните пътища (нефрити, нефрозонефрити, нефролитиаза, уретрити и цистити). Препоръчва се и при заболявания на жлъчните пътища. Народната медицина препоръчва използването на извлеци от метличина и при възпалителни заболявания на бронхите, при магарешка кашлица, при обструктивен бронхиален синдром като отхрачващо и противовъзпалително средство.

### Начин на употреба
От цветовете се прави запарка, като 1 чаена лъжичка от тях се заливат с 250 мл вряща вода. След като изстине и се прецеди, запарката се изпива на 3 пъти преди ядене. Могат да се приготвят и течни екстракти с 40° алкохол.
Синята метличина се прилага и външно – при заболявания на кожата и за промивка при възпаление на очите.
Нежелани ефекти: Тъй като метличината съдържа силно активни съединения с цианова съставка се налага внимание при използването ѝ.